# 船橋市立三山東小学校
船橋市立三山東小学校（ふなばししりつ みやまひがししょうがっこう）は、千葉県船橋市三山六丁目にある公立小学校。通称は「三山東」（みやまひがし）。

## 交通
- JR総武線津田沼駅から三山車庫行き・八千代台駅行きバスで三山車庫にて下車
- タクシーも可

## 校歌
- 作詞：伊藤公平、作曲：寺内昭（1982年制定）[1]